# مالکوم دیلینی
مالکوم دیلینی (انگلیسی: Malcolm Delaney؛ زادهٔ ۱۱ مارس ۱۹۸۹) بازیکن بسکتبال اهل ایالات متحده آمریکا است.
از باشگاه‌هایی که در آن بازی کرده‌است می‌توان به باشگاه بسکتبال بارسلونا، آتلانتا هاوکس، باشگاه بسکتبال بایرن مونیخ، و المپیا میلان اشاره کرد.